# Grand Marché (Saint-Denis)

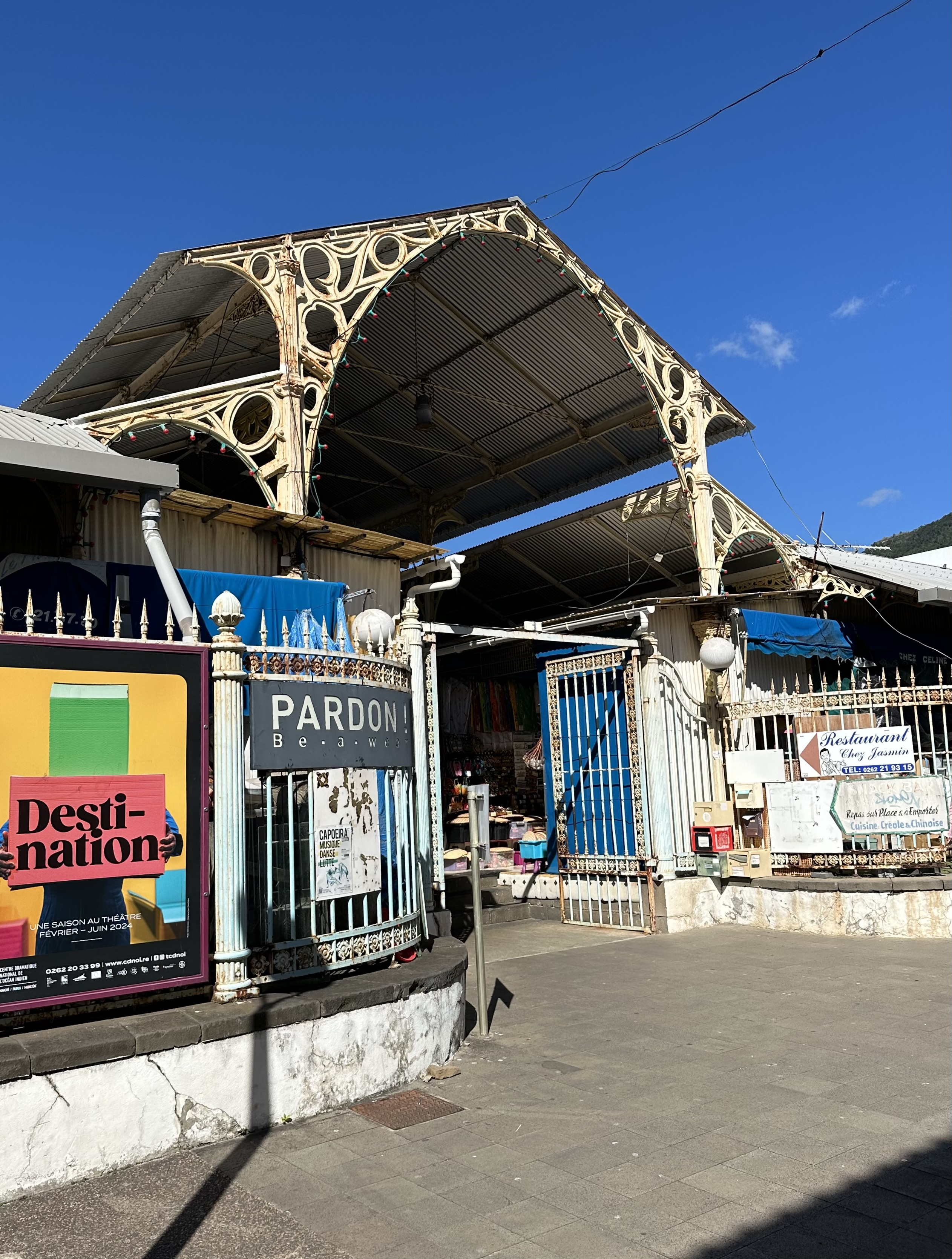
Eingang zum Grand Marché, 2024

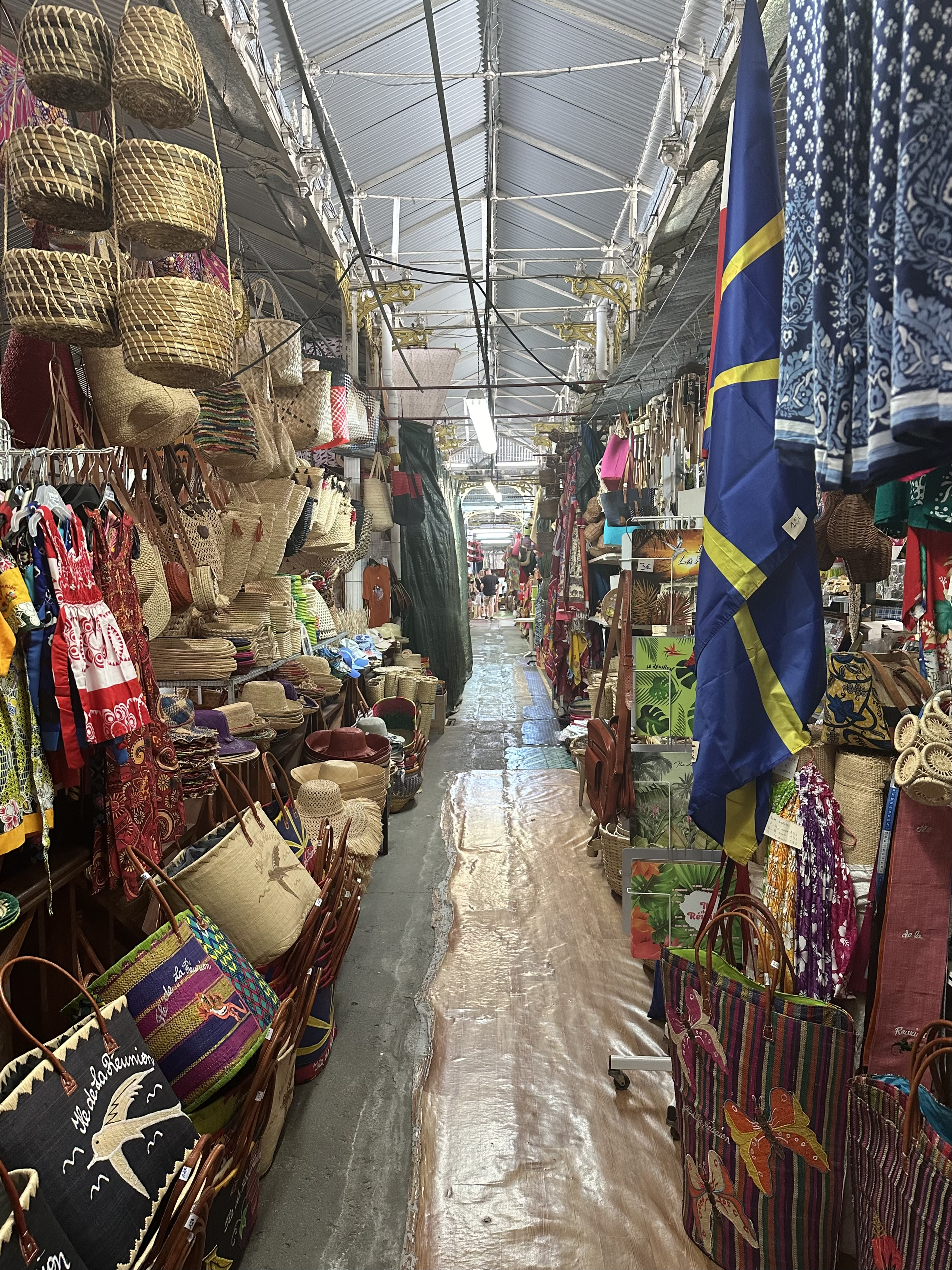
Marktinneres

Der Grand Marché (deutsch Großer Markt) ist ein denkmalgeschützter Markt in Saint-Denis auf der französischen Insel Réunion.

## Lage
Der Markt befindet sich am westlichen Ende der Rue du Maréchal-Leclerc auf deren Südseite in einer Ecklage zur westlich verlaufenden Rue Lucien Gasparin, an der Adresse 2 rue du Maréchal-Leclerc; 21 rue Lucien-Gasparin.

## Architektur und Geschichte
Schon im Jahr 1816 bestand auf dem Grundstück ein Markt. Die Verwaltung oblag dem Wohltätigkeitsbüro, das aus den Standeinnahmen Gelder für die Unterstützung Bedürftiger generierte. Mitte des 19. Jahrhunderts wurden die Bedingungen auf dem Markt als unhygienisch kritisiert. Das Wohltätigkeitsbüro finanzierte daher den Erwerb von zehn Metallhallen, die voneinander durch ungedeckte Gänge getrennt waren und sich beidseits einer zentralen Einfahrt befanden. Zur nördlich gelegenen Rue du grand-Chemin, die heutige Rue Maréchal-Leclerc, bestand als Abgrenzung ein gusseisernes Gitter. 1858 endete das Monopol für den Verkauf von Lebensmitteln. 1863 wurde die Stadt Saint-Denis Eigentümerin des Markts.
Der heutige Bau entstand in der Zeit von 1864 bis 1866. Die Stadt hatte einen Wettbewerb ausgeschrieben, wobei sich unter acht Projekten das von Kapitän Paté durchsetzte. Es wurden acht Pavillons aus Metallrahmen auf gusseisernen Säulen errichtet, die um eine mittig verlaufende zentrale Achse angelegt sind. Auch die Gänge zwischen den Pavillonen wurden dabei überdacht. Die Bauteile wurden importiert und entsprechen der Architektur entsprechender Hallen in Paris. Der Grand Marché war das erste Bauwerk mit einer solchen Konstruktion auf Réunion.
Der Markt steht im Eigentum der Gemeinde. Im Markt werden seiten den 1990er Jahren insbesondere Souvenire für Touristen, unter anderem auch von Händlern aus Madagaskar angeboten. Darüber hinaus besteht im Markt ein Restaurant.
Seit dem 21. August 1997 ist der Markt als Monument Historique ausgewiesen. Der Name Grand für Groß ergibt sich aus der Abgrenzung zum weiter östlich an der Straße gelegenen kleineren Markt Petit Marché.